# Andrzej i Eliza
Andrzej i Eliza – polski zespół wokalno-instrumentalny, wykonujący muzykę z pogranicza folku, folk-rocka, country i popu. Istniał w latach 1971–1981.

## Historia
Zespół Andrzej i Eliza powstał w czerwcu 1971 roku w Warszawie, lecz już w marcu dokonała nagrań radiowych dla Młodzieżowego Studia Rytm jako grupa Elizy Grochowieckiej. Zespół działał pod patronatem Klubu Piosenki ZAKR.
W skład zespołu wchodzili: Eliza Grochowiecka (ex-Portrety; śpiew, tamburyn), Andrzej Rybiński (ex-2 plus 1; śpiew, gitara, flet) oraz zmieniający się muzycy towarzyszący. Wiosną 1971 roku odszedł basista Arkadiusz Żak, którego zastąpił Czesław Mogiliński (ex-Kanon Rytm), a następnie w 1974 roku brat Andrzeja Rybińskiego Jerzy Rybiński – (śpiew, gitara basowa), odtąd stały członek zespołu.
Zespół Andrzej i Eliza zadebiutował w 1971 roku na 9. Krajowym Festiwalu Piosenki Polskiej w Opolu, zaś kariera zespołu nabrała rozpędu od występu na deskach praskiego festiwalu Folk & Country. W 1972 roku wyruszył w trasę koncertową po ZSRR, brał udział w festiwalu Bratysławska Lira. Występował także w Austrii, Belgii, Bułgarii, we Francji, NRD, RFN, Stanach Zjednoczonych.
Nagrania zespołu cieszyły się dużym powodzeniem, a duży wpływ na styl zespołu miały teksty Bogdana Olewicza. W 1974 roku zespół wylansował swój największy przebój pt. Czas relaksu, a w kolejnych latach, m.in.: Rzuciła mnie dziewczyna, Czeka na nas świat, Dzieląc świat na pół, Królem bądź, głową rusz, Buty, buty (Ballada o butach), Idzie na deszcz, Deszcz w obcym mieście.
Zespół jest laureatem wielu nagród zdobytych na międzynarodowych i krajowych festiwalach, m.in. w 1974 roku Srebrny Gronostaj na Festival International des Variétés et Music-Halls w Rennes, w 1975 roku Nagroda za interpretację na 13. Krajowym Festiwalu Piosenki Polskiej w Opolu za utwór pt. Czeka na nas świat, I Nagroda na Festiwalu Przebojów w Dreźnie, Wyróżnienie na Festiwalu Krajów Nadbałtyckich w Rostocku oraz w 1977 roku II Nagroda i Nagroda Publiczności na Festiwalu Przebojów w Dreźnie.
Zespół rozpadł się w grudniu 1981 roku. Krótko przed tym wydarzeniem świętował 10-lecie swojego istnienia. Z tej okazji przygotował program estradowy pt. Album rodzinny, czyli Od jutra już. Program ten miał charakter retrospektywny. Bracia Rybińscy jesienią 1982 roku znaleźli się w zespole Chorus, który obok nich współtworzyli: Stanisław Witta (ex-Andrzej i Eliza; instrumenty klawiszowe), Mirosław Kowalik (gitara) i Henryk Onysek (ex-Irjan; perkusja). Żywot zespołu był krótki, a bracia Rybińscy zajęli się karierami solowymi.

## Współpracownicy
- Jacek Berenthal – smyczki, syntezator Mooga[2] (1979–1980)
- Włodzimierz Gromek – perkusja (1977)
- Zbigniew Hołdys – gitara, śpiew (1971–1972, 1973)
- Ryszard Kaczmarek – orkiestra Polskiego Radia i Telewizji w Opolu, gitara basowa (1974)
- Henryk Krzeszowiec – melotron, syntezator (1974–1979)
- Eugeniusz Mańko – perkusja (1973–1974)
- Czesław Mogiliński – gitara basowa, harmonijka ustna, instrumenty perkusyjne (1971–1974)
- Daniel Nitsche – instrumenty klawiszowe (1978–1979)
- Piotr Rossa – perkusja (1975–1976)
- Janusz Staszek – perkusja (1977–1980)
- Ryszard Sygitowicz – gitara (1978)
- Piotr Szpernol – gitara (1979–1980)
- Marian Śnigurowicz – perkusja (1978–1980)
- Stanisław Witta – pianino Fendera[2] (1979–1980)
- Marek Zienkiewicz – fortepian (1972)
- Arkadiusz Żak – gitara basowa (1971)

## Dyskografia

### Albumy
- 1972: Drzewo rodzinne (Polskie Nagrania „Muza”)
- 1974: Czas relaksu (Pronit)
- 1976: Аndrzej i Eliza (Miełodija – ZSRR)
- 1977: Buty, buty... (Pronit)
- 1979: Аndrzej i Eliza II (Miełodija – ZSRR)
- 1980: Od jutra już (Wifon)

### Kompilacje
- 1993: Greatest Hits (Sonic Records)
- 1994: Nasze przeboje (STD)
- 2003: Ballada o butach (Polskie Nagrania „Muza”)
- 2004: Platynowa kolekcja: Złote przeboje (GM Distribution)
- 2004: Platynowa kolekcja: Nasze złote przeboje (GM Distribution)
- 2008: Muzyczna kolekcja: Andrzej i Eliza (Universal Music Polska)
- 2014: 40 piosenek Andrzeja i Elizy (Polskie Nagrania „Muza”)
- 2016: Złota kolekcja: Czas relaksu (Pomaton EMI)

### Single i czwórki
- 1971: Dobra miłość między nami / W sześć lat po ślubie (Polskie Nagrania „Muza”)
- 1973: Czas relaksu / Odwieczna historia pewnego refrenu (Polskie Nagrania „Muza”)
- 1975: Brosiła menya dziewuszka (Miełodija – ZSRR)
- 1976: Wremja Odetehya (Miełodija – ZSRR)
- 1978: Coraz mniejszy świat / Zostawimy miasto za zakrętem (Tonpress)
- 1978: Życie jest jakie jest / Mój najdziwniejszy dzień (Polskie Nagrania „Muza”)
- 1980: Kuglarskie sztuczki / Życie na nowo (Polskie Nagrania „Muza”)

## Nagrania radiowe
- 1971: Wstawanie wczesnym rankiem, Co się miało stać, stanie się i tak, Obraz cnoty, Przechadzka, Dobra miłość między nami, Wróżba, W sześć lat po ślubie, Księżyc i legenda, Nasze pokolenie – to właśnie my, W starym domu ciotki Emilii, Kiedy człowiek sam na świecie, Zaloty jesienne Anno Domino 1971
- 1972: Konik polny, Nie na zawsze, Jeszcze dzień, Epitafium dla miłości, której nie było, Powrót do miasta, Z mego życia, Ja buławę mam w plecaku, Spacer z jamnikiem
- 1973: Jak to dziewczyna, Kiedy wszystko się nagle zmienia, Wahanie, A gdy deszcze
- 1974: Święta we dwoje, Franciszek, Marianna i inni, Czeka na nas świat, Czas relaksu
- 1975: Rzuciła mnie dziewczyna, Póki jeszcze pora, Samotne miasto
- 1976: Mój powrót
- 1977: Idzie na deszcz, Droga na lotnisko, Ballada o butach, Królem bądź, głową rusz, Dzieląc świat na pół, Wędrujemy, Pożegnania
- 1978: Zostawimy miasto za zakrętem, Coraz mniejszy świat, Mój najdziwniejszy dzień, Kowalski w kosmosie, Dokąd idziesz wędrowcze, Życie jest jakie jest, Idzie na deszcz
- 1979: Z dobrego serca, Mija dzień za dniem
- 1980: Gdy zaprosi nas świat, Kuglarskie sztuczki, Deszcz w obcym mieście, Od jutra już, Dzieląc świat na pół, Dziewczyna z miejscówkami, Choćbyś przeszukał cały świat
- 1981: Rodzaj męski, Ciężarówki – nocne TIRy, Bad Girls, Does Your Mother Know?, Ballada o walizce z wiatrakami, Tak blisko nas, Daj mi poszaleć

## Nagrody
- 1974: Srebrny Gronostaj na Festival International des Variétés et Music-Halls w Rennes
- 1975: Nagroda za interpretację na 13. Krajowym Festiwalu Piosenki Polskiej w Opolu za utwór pt. Czeka na nas świat
- 1975: I Nagroda na Festiwalu Przebojów w Dreźnie
- 1975: Wyróżnienie na Festiwalu Krajów Nadbałtyckich w Rostocku
- 1977: II Nagroda na Festiwalu Przebojów w Dreźnie
- 1977: Nagroda Publiczności na Festiwalu Przebojów w Dreźnie